# San Pasqual (California)
San Pasqual es un lugar designado por el censo ubicado en el condado de Los Ángeles en el estado estadounidense de California. En el año 2010 tenía una población de 2.041 habitantes.

## Geografía
San Pasqual se encuentra ubicado en las coordenadas 34°8′21.08″N 118°6′10.23″O / 34.1391889, -118.1028417.